# Joaquim Silva e Luna
Joaquim Silva e Luna (* 10. Dezember 1949 in 

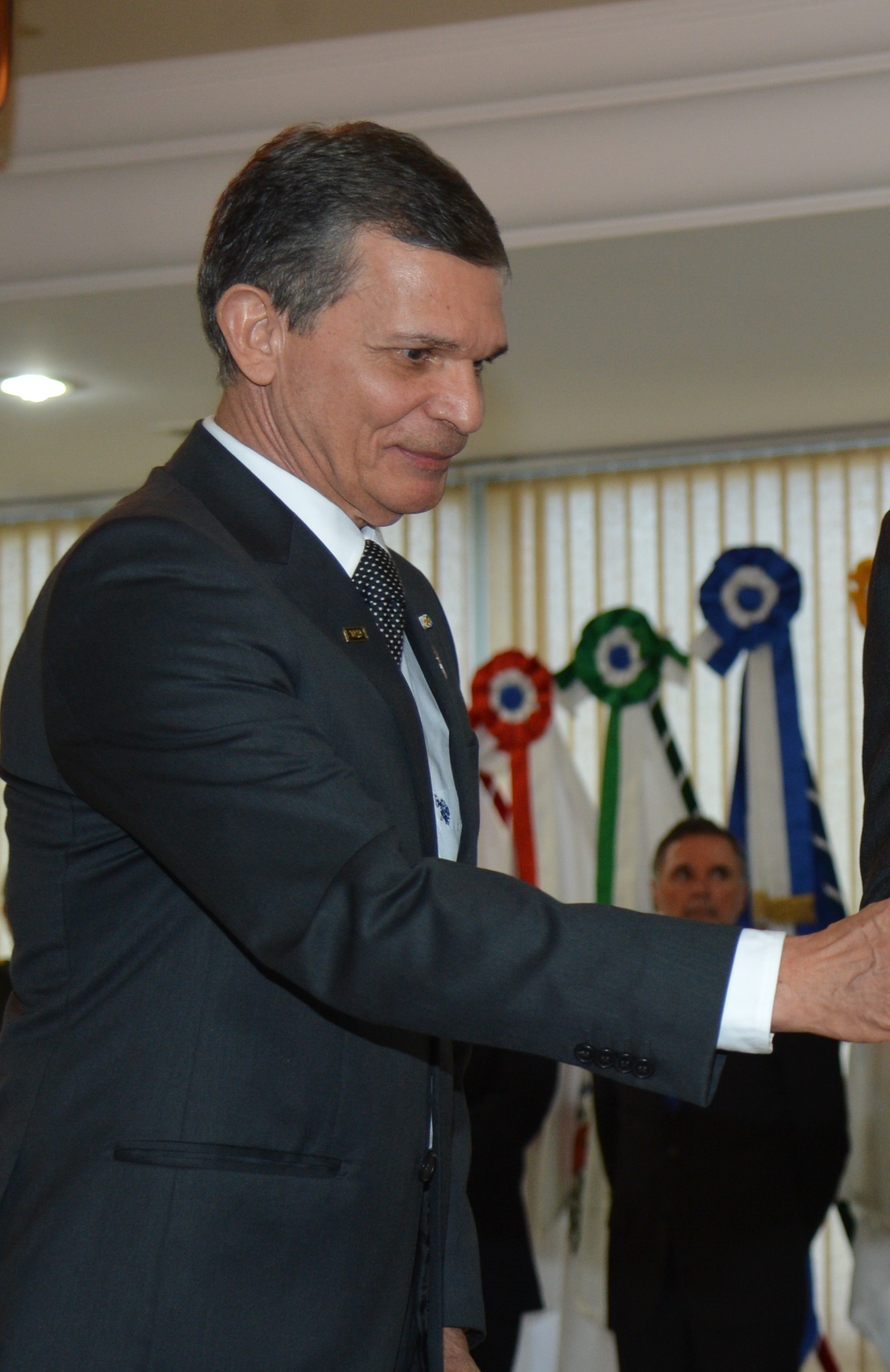
Joaquim Silva e Luna (2015)

Barreiros (Pernambuco)) ist ein ehemaliger brasilianischer General und Politiker. Von April 2021 bis März 2022 war er Leiter des halbstaatlichen Ölkonzerns Petrobras.
Joaquim Silva e Luna war von Mai 2011 bis April 2014 Generalstabschef der brasilianischen Armee und vom 26. Februar 2018 bis 1. Januar 2019 unter Michel Temer Verteidigungsminister des Landes. Ab Februar 2019 fungierte er als Generaldirektor von Itaipu Binacional, der Betreibergesellschaft des Wasserkraftwerks Itaipú.